# Operatie Hydra (Joegoslavië)
Operatie Hydra was een mislukte operatie tijdens de Tweede Wereldoorlog bij het Joegoslavische front uitgevoerd door de Special Operations Executive (SOE) en de Joegoslavische partizanen. De operatie werd in januari 1942 door Winston Churchill goedgekeurd.
Het doel van de operatie was om een contactnetwerk op te zetten in het gebied rond Podgorica, onder leiding van Josip Broz Tito. In februari 1942, werden twee Britse (SOE-agenten en een officier van de Koninklijke Joegoslavische Luchtmacht gedropt bij Perazića Do, ten noorden van Petrovac (tegenwoordig Montenegro).
Op 4 februari gingen de drie agenten aan wal van de Britse onderzeeër HMS Thorn. Dat waren majoor Terence Atherton (een voormalig journalist en agent in Belgrado), luitenant Radoje Nedeljković van de Koninklijke Joegoslavische Luchtmacht en sergeant Patrick O'Donovan. De operatie mislukte volledig. De Joegoslavische officier vertrouwde de Britse agenten niet helemaal en er wordt gesuggereerd dat dit de oorzaak is dat Tito dacht dat de twee SOE-agenten spionnen waren. Alles mislukte, daarom lieten de Britse agenten Tito achter. De agenten lieten alles verdwijnen, inclusief de grote hoeveelheid goud en Italiaanse geld wat ze hadden meegenomen.